# 베이커즈필드 콘도스
| 베이커즈필드 콘도스 | |
| 콘퍼런스            | 서부 콘퍼런스 |
| 디비전              | 퍼시픽 디비전 |
| 설립연도            | 1984년 |
| 해체연도            | |
| 역사                | 노바스코샤 오일러스 (1984년~1988년) 케이프브레턴 오일러스 (1988년~1996년) 해밀턴 불독스 (1996년~2002년) 토론토 로드러너스 (2003년~2004년) 에드먼턴 로드 러너스 (2004년~2005년) 오클라호마시티 배런스 (2010년~2015년) 베이커즈필드 콘도스 (2015년~현재) |
| 경기장              | 라보뱅크 아레나 |
| 연고지              | 캘리포니아주 베이커즈필드 |
| 상징색              | 파랑, 오렌지, 다크 그레이, 하양 |
| 구단주              | 오일러스 엔터테인먼트 그룹 |
| 단장                | 빌 스캇 |
| 감독                | 게리 플레밍 |
| NHL 제휴            | 에드먼턴 오일러스 |
| ECHL 제휴           | 위치토 선더 |
| 정규시즌 우승       | - |
| 콘퍼런스 우승       | - |
| 디비전 우승         | 1 (2012) |
| 칼더 컵             | 1 (1993) |
| 영구 결번           | - |

베이커즈필드 콘도스(Bakersfield Condors)는 미국 캘리포니아주 베이커즈필드를 연고지로 하는 AHL의 서부 콘퍼런스 퍼시픽 디비전 소속 아이스 하키팀이다.

## 역대 홈경기장
| 베이커즈필드 콘도스 |             |          |                           |      |
| 경기장              | 사용기간    | 수용인원 | 장소                      | 비고 |
| 라보뱅크 아레나     | 2015년~현재 | 10,400명 | 캘리포니아주 베이커즈필드 | 빈칸 |